# 张辛欣
张辛欣（1953年10月4日—），江苏省南京市人，毕业于中央戏剧学院，是中国大陆小说家、纪实文学作家、电影导演。

## 生平
1953年，张辛欣出生在江苏省南京市，在北京市长大，文化大革命后參與上山下乡运动，在黑龙江省当过农民，在湖南省当过兵，后又在北京省做了护士。
1978年，张辛欣开始发表文学作品。
1979年，张辛欣考取中央戏剧学院导演系。
1989年,

## 作品
- 《张辛欣小说集》
- 《在同一地平线上》
- 《我们这个年纪的梦》
- 《在路上》
- 《偷渡美国》
- 《我知道的美国之音》
- 《独步东西》
- 《流浪世界的方式》
- 《闲说外国人》
- 《我的好莱坞大学》
- 《北京人，一百个普通中国人的自述》